# Lawrence (Massachusetts)
Lawrence város az USA Massachusetts államában, Essex megyében. Lakosainak száma 89 143 fő (2020. április 1.).

## Népesség
A település népességének változása:
| Lakosok száma | 76 377 | 78 167 | 89 143 |
|               | 2010   | 2014   | 2020   |